# Камто, Морис
Морис Камто (фр. Maurice Kamto, род. 15 февраля 1954, Бафусам, Французский Камерун) — камерунский политический и государственный деятель.
Был членом Комиссии международного права Организации Объединенных Наций с 1999 по 2016 год. Успешно возглавлял делегацию Камеруна на переговорах по урегулированию вопроса о Бакасси, полуострове, оспариваемом с соседней Нигерией. Его решающий вклад помог ему назначить министра-делегата в 2004 году. В ноябре 2011 года он ушел из правительства.
После ухода из правительства Камто сформировал новую оппозиционную партию Движение за возрождение Камеруна.
В октябре 2021 года Морис Камто заявил: «Я не уверен, что ожидание после Бийи приведет к переменам в Камеруне»..